# Psammotettix cerinus
Psammotettix cerinus är en insektsart som beskrevs av Lindberg 1948. Psammotettix cerinus ingår i släktet Psammotettix och familjen dvärgstritar. Inga underarter finns listade i Catalogue of Life.